# Ала Демидова
Ала Сергејевна Демидова (рус. А́лла Серге́евна Деми́дова; Москва, 29. септембар 1936) совјетска и руска је глумица међународно призната по трагичним улогама у иновативним представама Јурија Љубимова у позоришту на Таганки. Одликована је Државном наградом СССР (1977) и Орденом заслуга за отаџбину (два пута, 2007, 2001).
Ала Демидова је ауторка девет књига и организаторка сопственог експерименталног позоришта, која још увек наступа са необичним књижевним и поетским ауторским програмима; стекла је репутацију модерног „симбола интелигенције”, дотичући се „светих појава духовног живота друштва”

## Биографија
Ала Демидова је рођена 29. септембра 1936. у Замоскворечју у Москви, а своје ране године провела је у улици Осипенко (данас Садовническаја). Њен отац Сергеј Алексејевич Демидов, наследник породице руских индустријалаца, је био у затвору 1932. током Велике чистке, али је убрзо ослобођен. 1941. ступио је у Црвену армију као добровољац и погинуо је 1944. приликом ослобађања Варшаве. Алина мајка, Александра Дмитријевна Демидова (рођена Харченко) радила је на Економском одсеку Московског универзитета (касније на одсеку за кибернетику и економско програмирање). Мајка и ћерка су године Другог светског рата провеле у Владимиру, источно од Москве. „Тих раних година добила сам премало љубави од људи око себе да бих их се радо сећала“, признала је касније Демидова. Дебитовала је као глумица на аматерској сцени своје школе, уживајући у свом првом укусу успеха.

### Каријера
Још док је била у школи, Демидова се придружила курсевима познате московске глумице Татјане Шчекин-Кротове за студирање драме. Након дипломирања полагала је испите на Позоришном институту Борис Шчукин, али није успела због лоше дикције и уписала се на Економски факултет Московског универзитета. 1959. године, након дипломирања, почела је да предаје политичку економију на Филозофском факултету Универзитета. Пре тога, као студент треће године, придружила се Универзитетском Студентском позоришту, који је водио прво Игор Липски, а затим Ролан Биков. Под његовим вођством, Демидова је 1958. дебитовала на сцени као Лида Петрусова у филму Таква љубав, адаптацији драме Павела Кохута. Након што се из другог покушаја придружила Шчукинској школи, Демидова је почела да учи у класи глумице Ане Орочко, која је експериментисала са својом младом штићеницом, и чак јој је једном предложила да игра Хамлета, чему ће се глумица вратити четрдесетак година касније. Док је још студирала на Институту Шчукун, Демидова је играла у представи Смрт богова (Гибел богов) Вахтангов театра [1], у Принцези Турандот и Колачићу („ Стрјапуха “). Тада ју је приметио француски позоришни специјалиста Жан Вилар који ју је, пошто је видео девојку како се мачује у теретани, позвао да се придружи Театру "National Populaire", понуду коју је морала да одбије. На сцени Шчукина играла је главну улогу у Далекоје (Далекоје) Александра Афиногенова, глумила је гђу. Мун у Скандалозној афери господина Кетла и гђе. Мун (по истоименој драми Џеј Б Пристлија ) и Мадаме Фрисетте у Фризети Ежена Марина Лабиша. Године 1957. Демидова је дебитовала на екрану у Лењинградској симфонији редитеља Захара Аграненка. Затим је уследило Девет година једне године (режија Михаил Ром, 1961), Шта је теорија релативности? (Семјон Рајтбург, 1963) и Комаск (1965), филмови које је касније назвала "мој извиђачки напад".
Године 1964. Демидова је дипломирала на Институту Шчукин, представивши као свој дипломски рад улогу гђе. Јанг у адаптацији Јурија Љубимова „ Добра особа из Сечуана “ Бертхолта Брехта. „Њена улога је била периферна, али то није било важно. Ефекат њеног физичког присуства био је огроман“, сећао се касније глумац Борис Хмељницки. Млада глумица је безуспешно покушала да се врати код Вактангових, поново је провела неколико месеци у позоришту Мајаковски без икакве улоге за коју би се ухватила, да би се крајем 1964. придружила Таганки (која је званично отворена у априлу те године) да би се тамо редовно запослила, али углавном у несадржајним улогама. Разлог за Љубимовљево неповерење је могао бити и то што је у својој првој главној улози овде, Вери у Јунаку нашег доба, Демидова, додуше, „пропала“. Уследило је неколико година мукотрпног рада у масовним сценама и пантомимама. Овакав однос господара и слуге између позоришног редитеља и његове глумице трајао је деценијама.

#### 1966 – 1979
Главна улога у филму „Дневне звезде” Игора Таланкина (Дневние звиозди, 1966), Олге Берголтс, показала се као полазна тачка филмске каријере Демидове. „Део ми је био веома прирастао срцу и такође уметнички интригантан. Морала сам да играм не само обичну жену, већ песникињу, што је укључивало истраживање процеса рађања поезије, као и откривање ове танке линије између свакодневних невоља моје хероине и узвишене филозофске суштине филма“, објаснила је она говорећи часопису Јуност 1968. године. Овај успех је мало допринео да Демидова отклони суштинско неповерење у биоскоп као уметничку форму. „Каква штета што ми је таква пунокрвна улога дата на филму, а не у позоришту“, пожалила се она у истом интервјуу.
1968. је била година великог пробоја Демидове када је изашло шест њених филмова. Неке од њених улога (попут оне у ратном трилеру Владимира Басова Штит и мач ) Демидова је касније одбацила као недостојне пажње, описујући друге (попут оне комесара у Два друга су служила ) као „радознале“. За њу је значајнији био лик активисткиње СР партије Марије Спиридонове у Шестом јулу (1968), бунтовнице са којом се глумица на много начина поистовећивала. „Никада нисам био дисидент, увек сам се плашио политике, можда зато што је моја бака била старообјадка. Ипак, из неког разлога, 1917. ми је увек изгледала као катастрофа и никада у животу нисам се бавио политиком – ни у стварности, ни у филмовима. Спиридонова је, наравно, била изузетак, али опет, она је била Лењинов противник“, рекла је Демидова у интервјуу 2006.. Њену Лизу Протасову у филму Живи леш (1968) критичари су хвалили, иако је сам филм Владимира Венгерова добио различите критике. Године 1969. појавила се у филму Чајковски Игора Таланкина као Јулија фон Мек.
Године 1968. Демидова је почела да добија главне улоге у Таганки, Елмира у Молијеровом Тартифу је прва у низу. Много хваљена је била Демидова Пани Бозхентска у адаптацији филма The Rush Hour Јежија Ставинског, улога коју је убрзо почела да мрзи. „Изванредно“ је била описана њена Гертруда у Хамлету (са Владимиром Висоцким у главној улози). „У представи која је била и фантазмагорична и запањујуће стварна, Демидова је вешто приказала жену, више погрешну него подлу“, написала је Раиса Бењаш. Критичари су се дивили спремности глумица да приступе новим димензијама у класици, доносећи ново светло и сенку познатим ликовима из прошлости руског позоришта. Ипак, Демидова се на Таганки осећала потцењеном и игнорисаном и дефинисала је себе као Ефросову глумицу. То су касније потврдиле и њене колеге. „Она дефинитивно није била оно што се може назвати редитељском миљеницом, њен живот на Таганки је био тежак. Успела је да задржи своју индивидуалност и оплемени свој препознатљив стил само користећи сву своју унутрашњу снагу, интелигенцију и таленат“, написао је колега глумац и писац Венијамин Смехов.
После успеха Хамлета, Демидова је почела да добија бројне понуде, али је била разочарана начином на који су редитељи покушали да искористе најочигледније аспекте њене сценске личности. Ипак, хваљене су биле њене игре у улози Аркадине у филму Галеб Јулија Карасика из 1970. (по драми Галеб Антона Чехова), где је глумица, проводећи свој лик кроз неочекиване метаморфозе, потпуно надиграла и своје колеге. као Лесија Украјинка у филму Идем к теби (Иду к тебе, 1971, режија Николај Машченко). Њена Ен Стентон (у All The King's Men, 1971) импресионирала је Олега Ефремова, који је наводно приметио: „Од свих наших глумица, Демидова је та која има најживље очи“. Демидова је играла Лизавету Павловну у Огледалу Андреја Тарковског (1974), Чаробну жену у Скерлетном цвету Ирине Поволоцке (Аленки цветочек, 1977), бајци коју је, према критичару А., и војвоткиња од Марлбороа у Чаши воде Јулија Карасика (1979), поред Лорда Болингброка Кирила Лаврова.
Пошто је Јуриј Љубимов, позван да режира у миланској Ла Скали, напустио Таганку, ушао је Анатолиј Ефрос. Одлучио је да продуцира Трешњин воћњак, са циљем да од почетка смисли нешто сасвим другачије од старомодног уџбеника Московског уметничког позоришта, верзија Чеховљевог класика. Демидова је као „ модерниста “ Раневскаја успела да естетски преобрази овај лик, спојивши трагедију и ексцентричност, сентименталност и иронију. Критичари су били подељени у оцени Ефросовог концепта и квалитета продукције уопште, али су се чак и критичари морали сложити да су оно што је спасило експеримент од промашаја Демидова и Владимир Висоцки као Лопатин. „У почетку је [Чеховљева] хероина за мене била потпуно страна. Како је време пролазило, све више сам почела да доживљавам себе као 'ја-као-Раневскају'“, приметила је Демидова годинама касније. Један од најоштријих критичара Ефросове интерпретације био је Љубимов који је наступ Демидове описао као „маниран” и „гротескни”. Занимљиво је да је неколико година касније замолио Демидову да репродукује оно што је назвао „алгоритам Раневскаја“ у завршном чину Чеховљеве Три сестре (1981) где је њена Маша, у почетку иронична и повучена, демонстрирала узнемирујући излив емоција у последњим фазама представе. Међу осталим улогама Демидове у Таганки тог времена биле су Раскољникова мајка у Злочину и казни Достојевског (1979) и Марина Мнишек у Пушкиновом Борису Годунову (1982), потоња је забрањена посебним декретом Министарства културе (и премијерно приказана 12. јуна).198

#### Демидова и Висоцки
Крајем 1970-их Демидова и Висоцки, обоје иритирани Љубимовљевом уметничком диктатуром, гравитирали су у тандем (где су се, како је један критичар рекао, „сударили лед и ватра“) да експериментишу са сопственим идејама. „Обојица смо почињали да схватамо да је време масовних, живописних позоришних представа завршило и да се приближава нова ера приватног, камерног позоришта“, присећа се Демидова. Имајући у виду пројекат Висоцког и Демидове, Виталиј Вулф је превео на руски драму Тенеси Вилијамсa Out Cry, представу за два лика, брата и сестру. Љубимов је то видео као "его чин" (с обзиром да је оригинал написан за неколико бродвејских звезда) и колеге глумци Таганке су очигледно стали на страну свог шефа. „Како је први акт био готов, рекламирали смо га локално, позивајући све да дођу и виде. Појавиле су се само две особе: [сценограф] Давид Боровски и његов пријатељ. Шта бисте очекивали: то је... позориште!“ Демидова је касније горко приметила. Експеримент је одложен, заједно са другим пројектом, њиховом сопственом верзијом Федре Жана Расина. Неколико месеци касније Висоцки је умро. „Тек након што је отишао, одједном сам схватила колико ми је значио као партнер... Био је изузетан глумац, посебно у својим последњим годинама, онај који је владао публиком буквално магнетизирајући ваздух око себе“, сећала се касније.

#### 1980-их
Почетком 1980-их Демидова је почела да приређује сопствене рециталне представе, од којих је свака настала као минијатурна позоришна представа. Неки, приказани на совјетској телевизији, постали су популарни. У Пушкиновој Пиковој дами (режија Игор Маслењиков, 1982) она не само да је рецитовала песму већ је и одглумила њене ликове, „бацајући нијансу Сребрног доба на целу причу о три карте“. Сарадња Демидове са Анатолијем Васиљевим у филму Камени гост и друге песме укључивала је и жонглирање улога. На сцени је рецитовала Ану Ахматову ( Реквијем, Песма без хероја ), Пушкина, Ивана Буњина, разне песнике Сребрног доба. Њена сценска редитељка, Демидова је сада посматрана као звезда у сопственом жанру. Као велики утицај навела је Ђорђа Штрелера, тадашњег редитеља Позоришта нација, који је у мају 1987. позвао Ефроса са две своје представе ( На дну и Трешњин воћњак ) у Милано. „Стрелер је био тај који је обликовао читаву моју визију начина на који те соло представе треба да буду постављене и осмишљене... Штафелај, свећа, нека музика, синхронизовани превод – то су били елементи његове оригиналне сценске концепције коју сам сама направила“, сећа се Демидова. „Само музика и ја, потпуно отуђен од публике: то је била идеја која је од тада остала непромењена“, рекла је она у интервјуу 2010. године. Управо у својим солистичким сценским пројектима Демидова је коначно успела да испуни оно што јој је остало од потенцијала који Љубимов и Ефрос, два реномирана руска позоришна редитеља, нису приметили и искористили, сматра критичарка Татјана Москвина.
После Љубимовог одласка на Запад, Демидова се постепено повлачи са Таганке. 1986. Ефрос је оживео представу Трешњин воћњак, уводећи Демидову у главну улогу. Освојио је 1. награду на БИТЕФ-у, а затим је имао успешан приказ у Паризу, након смрти свог директора. По повратку Љубимова, Демидова се вратила на Таганку где је наступала као Марина Мнишек ( Борис Годунов, 1988) и Дона Ана ( Празник усред куге, 1989). Године 1988. Алла Демидова се удружила са позоришним редитељем Романом Виктјуком који је поставио Федру Марине Цветајеве. „Резултат је био интригантан, једноставно се никада није уклопио у репертоар Таганке. Били смо позивани на фестивале, обишли смо много турнеја, али нас је Љубимов оптужио да смо наводно искоришћавали 'његов бренд'. Зграбивши прву прилику, само сам откупила целу продукцију: костиме, украсе и све, никад нисам била сигурна шта да радим са овом куповином“, присећа се Демидова. У савременој историји совјетског и руског филма Федра је описана као најбоља совјетска позоришна представа 1980-их и вероватно Виктјуково најозбиљније дело.

#### 1990-их
Демидова у улози Електре у Софокловој Електри која је премијерно изведена у Атини, Грчка, 1992. године, била је њена последња под вођством Љубимова. Продукција је била кратког века, али глумичина изведба је добила добре критике. Пошто је у позоришту избио велики сукоб и Таганка се поделила на два дела, Демидова је подржала Љубимова. „Само сам одбила да видим како је ученик могао да изда свог учитеља“, објаснила је касније. Када је постало очигледно да је конфронтација почела озбиљно да подрива квалитет Таганкиног дела, Демидова је напустила позориште.
Године 1992. отворен је Демидов сопствени А театар, са продукцијом Федре. Године 1993. изашао је Квартет, представа Хајнера Милера по роману Де Лаклоса Опасне везе, коју је продуцирала Демидова у сарадњи са грчким редитељем Теодоросом Терзопулосом. Квартет, који је по први пут упознао руску публику са Милеровим делима, А. Смољаков је оценио као једну од најбољих премијера у руском позоришту те године. Следеће дело Театра А (опет са Терзопулосом), Милерова верзија Медеје, премијерно је изведено 29. априла 1996; Руски критичари су то видели као покушај стварања новог стила савремене трагедије оживљавањем „архимита, закопаног у људској подсвести“. Рад са Терзопулосом променио је Демидову перцепцију позоришта. „После Електре, Федре и Медеје све што је било пре њих имало је безукусан укус“, признала је она. 2001. године изашла је заједничка продукција Хамлет Мастер Цласс, Театра А и грчког позоришта Аттис. Премијерно приказан на Московској позоришној олимпијади, представљао је Демидову као Хамлета (коначно је реализована идеја њеног раног учитеља Ане Орочко), као и Гертруду и Офелију.
Демидова се током 1990-их појавила у неколико филмова, глумећи Лебјадкину ( Опсседнути, 1992), госпођицу Минчин ( Мала принцеза, 1997) и Елизавету Алексејевну ( Невиђени путник, 1998). Две године је предавала на Позоришном институту Борис Шчукин (одбила је да буде плаћена, „да се тиме не би осећала везаном“), али је отишла, разочарана реакцијом својих младих студената. Сада чврсто под утиском да је позориште у Русији, као иу иностранству, у кризи, Демидова је потпуно напустила сцену.

#### 2000 – данас
У периоду 2000–2002, Демидова се два пута појавила на екрану, прво као Лора Лајонс (у Сећање на Шерлока Холмса, руска ТВ серија), а затим као луда Елза (у Писма Елзи, филму према сценарију сина Владимира Висоцког Аркадија). У Смрт Таирова Бориса Бланка (2004) Демидова је играла Алису Кунен. „Очарана ликом, чезнула сам за том улогом, али се показало да је филм лишен драматичних сцена, а сценарио је био, благо речено, бизаран. Ипак, успела сам да постигнем неке ствари: визуелну и звучну сличност, репродукујући њен глас и пластику – у то су ме уверавали људи који су је се сећали“, коментарисала је касније. Јуриј Љубимов је требало да добије улогу Таирова, али му је позлило, хоспитализован је и ушао је Михаил Козаков, направивши разочаравајућу замену, што се Демидове тиче. За главну улогу у филму Штимер Кире Муратове (2005) Демидова је добила награду Ника и награду Златни орао за најбољу глумицу, глумећи неку врсту „савремене Раневске“, како је рекла, чист и патетичан пост. -Чеховљев лик. После још два филма – Руски новац Игора Маслењикова (по Александру Островском) где је глумила Мурзаветску, и историјског документарца Сергеја Костина Чекајући царицу (о Марији Фјодоровној, оба 2006, – Демидова је изјавила да је изгубила сваки интерес за снимање.
Током 2000-их, Ала Демидова је редовно изводила своје песничке рецитале (наступајући у Русији, Украјини, Пољској, Израелу) и наставила то да ради почетком 2010-их. Од 2014. објавила је девет књига о позоришту, укључујући Владимира Висоцког (1989), Мy Меmory's News Ticker (2000) и Ахматова огледала (2004).

## Изабрана филмографија
- Девет дана у једној години (1962)
- Два друга су служила (1968)
- Штит и мач (1968)
- Шести јул (1968)
- Чајковски (1970)
- Сви краљеви људи (1971)
- Галеб (1972)
- Лет господина Мекинлија (1975)
- Огледало (1975)
- Отац Сергије (1978)
- Чаша воде (1979)
- Пикова дама (1982)
- Кројцерова соната (1987)
- Тјунер (2004)

## Почасти и награде
- Државна награда СССР (1977), за улогу у филму Лет господина Мекинлија
- Народни уметник РСФСР (1984)
- Награда Станиславски (1993)
- Орден пријатељства (1997), за „заслуге држави и значајан допринос јачању пријатељства и сарадње међу народима, вишегодишњу плодну делатност у уметности и култури“
- Награда председника Руске Федерације за изузетан допринос уметности и књижевности 2000. (25. април 2001.)
- Награда Ника, Златни орао (2005) за улогу у филму Кира Муратова Тјунер
- Орден заслуга за отаџбину
  - 4. класе (2007), за „допринос развоју националне културе и уметности и стваралачке дуговечности“
  - 3. класе (2011), за „допринос развоју домаће позоришне и кинематографске уметности и стваралачке дуговечности“
- Награда "Идол" (2009), "За високу службу уметности"
- Национална награда Рус године (2011)[34]